# 海堀周造
海堀 周造（かいほり しゅうぞう、1948年1月31日 - ）は、日本の実業家。横河電機会長。

## 人物
神奈川県出身。慶大院修了後、1973年横河電機製作所(現・横河電機)入社。米国子会社社長などを経て、2007年社長。2013年会長。

## 略歴
- 1973年3月 - 慶應義塾大学工学部計測工学科修士課程修了
- 1973年4月 - 横河電機製作所(現・横河電機)入社
- 2005年4月 - 執行役員 IA事業部長
- 2006年4月 - 常務執行役員 IA事業部長
- 2006年6月 - 取締役 常務執行役員 IA事業部長
- 2007年4月 - 代表取締役社長
- 2013年4月 - 代表取締役会長
- 2015年4月 - 取締役会長
- 2015年6月 - 取締役 取締役会議長[1]

## 関連人物
- 内田勲